# Irene Diekmann
Irene Annemarie Diekmann (* 1952 in Nauen) ist eine deutsche Historikerin. Ihr Forschungsschwerpunkt ist die deutsch-jüdische Geschichte. Von 2006 bis 2014 war sie stellvertretende Direktorin des Moses Mendelssohn Zentrums für europäisch-jüdische Studien und Dozentin an der Universität Potsdam.

## Leben
Irene Diekmann studierte von 1971 bis 1975 an der Pädagogischen Hochschule Potsdam Geschichte und Germanistik. Anschließend arbeitete sie bis 1977 und von 1981 bis 1983 an der Oberschule in Wustermark. In der Zwischenzeit war sie Aspirantin an der PH Potsdam im Wissenschaftsbereich Allgemeine Geschichte und promovierte 1981 zum Thema „Die Vorstellungen des französischen Imperialismus zur außenpolitischen Zusammenarbeit zwischen den EWG-Mitgliedstaaten in der zweiten Hälfte der 70er Jahre“. Im Anschluss an ihre Lehrtätigkeit in Wustermark unterrichtete sie bis 1986 am deutschsprachigen Gymnasium in Chaskowo (Bulgarien). Danach war sie wissenschaftliche Assistentin bzw. Mitarbeiterin an der Pädagogischen Hochschule in Potsdam (seit 1991 Universität Potsdam). Von 1993 bis 1999 war sie zudem Geschäftsführerin und seit 1999 Vorstandsmitglied bei der Gesellschaft für Geistesgeschichte. Außerdem war sie von 1993 bis 1995 stellvertretende Geschäftsführerin und 2006 bis 2014 stellvertretende Direktorin des Moses Mendelssohn Zentrums.

## Schriften (Auswahl)
- Vom Schutzjuden Levin zum Staatsbürger Lesser. das preußische Emanzipationsedikt von 1812. vbb, Berlin 2012, ISBN 978-3-942476-28-7.
- (Hrsg.): Juden in Berlin. Bilder, Dokumente, Selbstzeugnisse. Leipzig 2009, ISBN 978-3-89487-611-1.
- (Hrsg.): Der Orient im Okzident. Sichtweisen und Beeinflussungen. Verlag Berlin Brandenburg, Potsdam 2003, ISBN 3-935035-47-0.
- (Hrsg.): Wegweiser durch das jüdische Mecklenburg-Vorpommern. Im Auftrag des Moses Mendelssohn Zentrums für europäisch-jüdische Studien, Verlag Berlin Brandenburg, Potsdam 1998.
- (Hrsg. mit Joachim H. Teichler): Körper, Kultur und Ideologie. Sport und Zeitgeist im 19. und 20. Jahrhundert. Im Gedenken an Hajo Bernett (1921–1996), den Nestor der deutsch-jüdischen Sportgeschichte. Philo, Bodenheim bei Mainz 1997, ISBN 3-8257-0036-4.